# نالدی پاندور
گریس نالدی مندیسا پاندور (متولد ۷ دسامبر ۱۹۵۳) یک سیاستمدار، معلم و دانشگاهی آفریقای جنوبی است که از سال ۲۰۱۹ به عنوان وزیر روابط و همکاری بین‌المللی فعالیت می‌کند. او از سال ۱۹۹۴ به عنوان نماینده پارلمان (MP) برای کنگره ملی آفریقا خدمت کرده‌است.